# Marcin Iwiński
Marcin Piotr Iwiński (ur. 30 czerwca 1974) – polski przedsiębiorca, współzałożyciel (obok Michała Kicińskiego) spółki CDProjekt, główny akcjonariusz spółki CD Projekt S.A. (głównej spółki z grupy kapitałowej, do której należy również GOG.com), posiadający 12,78 proc. akcji. Absolwent Wydziału Zarządzania Uniwersytetu Warszawskiego na kierunku zarządzanie i marketing.
W 1994 roku ukończył XXVII Liceum Ogólnokształcące im. Tadeusza Czackiego w Warszawie i zdał maturę. Zaraz po tym wraz z kolegą Michałem Kicińskim założył przedsiębiorstwo CDProjekt, zajmujące się dystrybucją i lokalizacją gier komputerowych. Obecnie jest wiceprezesem zarządu spółki CD Projekt S.A., w której skład wchodzi studio deweloperskie CD Projekt Red, odpowiedzialne za powstanie gry komputerowej Wiedźmin, jej kontynuacji oraz Cyberpunk 2077.
W 2021 zajął 11. miejsce na liście najbogatszych Polaków magazynu „Forbes” z majątkiem wycenianym na 3,7 mld zł. Dwa lata później znalazł się na 27. lokacie rankingu najbogatszych Polaków tygodnika „Wprost” z majątkiem wycenianym na 2,2 mld zł (ex aequo ze Zbigniewem Niemczyckim).

## Odznaczenia i wyróżnienia
- Laureat Śląkfy w kategorii wydawca roku za rok 2000 oraz wspólnie z Michałem Kicińskim za rok 2006[8],
- Przedsiębiorca Roku 2008[9],
- Człowiek Roku 2010 Polskiego Internetu[10],
- Krzyż Kawalerski Orderu Odrodzenia Polski (2013)[11].